# Nicklas Sahl
Nicklas Sahl (ur. 19 lutego 1997) – duński piosenkarz, gitarzysta i autor piosenek.

## Kariera muzyczna
Debiutował w kwietniu 2018 singlem „Hero”, wydanym pod szyldem wytwórni Warner Music Denmark A/S. Z singlem „New Eyes”, który wydał 22 czerwca, dotarł do 24. miejsca listy przebojów w Danii. 12 kwietnia 2019 wydał debiutancki minialbum studyjny pt. Planets, z którym dotarł do 15. miejsca listy najchętniej kupowanych płyt w Danii. 2 lipca podpisał kontrakt muzyczny z wytwórnią Universal Music Publishing Scandinavia. Wiosną 2020 wystąpi jako support przed koncertami Michaela Schulte w Niemczech.

## Dyskografia

### Minialbumy (EP)
- Planets (2019)